# Богданська сільська територіальна громада
Богданська сільська територіальна громада — територіальна громада в Україні, у Рахівському районі Закарпатській області. Адміністративний центр — село Богдан.
Площа громади —  км², населення —  мешканців (2020).
Утворена 12 червня 2020 року шляхом об'єднання Богданської, Видричанської, Лугівської і Розтоківської сільських рад Рахівського району.

## Населені пункти
До складу громади входять 6 сіл:
- с. Богдан
- с. Бребоя
- с. Видричка
- с. Луги
- с. Говерла
- с. Розтоки